# Archie's TV Funnies
Archie's TV Funnies est une série télévisée d'animation américaine en 16 épisodes de 23 minutes produite par Filmation et diffusée entre le 11 septembre et le 25 décembre 1971 sur le réseau CBS.
La série est basée sur les personnages de l'éditeur Archie Comics. Il s'agit de la seconde adaptation des aventures d'Archie Andrews et sa bande à la télévision.
Cette série est inédite dans tous les pays francophones.

## Synopsis
Archie Andrews et ses amis dirige une antenne locale de télévision dans la ville de Riverdale. Ils diffusent des classiques de la bande dessinée des années 1970 sous forme de courts-métrages animés.

## Voix
- Dal McKennon : Archie Andrews
- John Erwin : Reggie Mantle
- Howard Morris : Hot Dog
- Jane Webb (en) : Betty Cooper

## Épisodes
1. Circus
2. Bank Robbery
3. Coach Kleats Climbs Mount Riverdale
4. Escaped Hippo
5. Flying Saucer
6. The Ghost of Swedlow Swamp
7. Mom's Chicken Sickle Stand
8. Mount Riverdale Woods
9. Opening of New Fully-Automated Dept. Store
10. Our Town, Riverdale
11. Outside Interference
12. The Reggie Game
13. Reggie's Soap Opera
14. Riverdale Talent Tournament
15. Rodney Rinkydink
16. Wacky Races, Archie Style